# فلامینیو پونزیو
 فلامینیو پونزیو (انگلیسی: Flaminio Ponzio؛ ۱۵۶۰ – ۱۶۱۳) یک معمار اهل ایتالیا بود.